# Brodziaki
Brodziaki is een plaats in het Poolse district  Biłgorajski, woiwodschap Lublin. De plaats maakt deel uit van de gemeente Biłgoraj en telt 101 inwoners.